# تيدمرش ويد سولهم (باركشير)
تيدمرش ويد سولهم (بالإنجليزية: Tidmarsh with Sulham)‏ هي قرية تقع في المملكة المتحدة في جنوب شرق إنجلترا.